# Frumentarii
Les frumentarii, ou frumentaires, au singulier frumentarius, sont des soldats de l'armée romaine. Durant le Haut-Empire, ils semblent chargés d'assurer des liaisons entre Rome et les garnisons provinciales (remplaçant dans ces fonctions les speculatores) et purent assurer des missions similaires à celles d'un service secret et de sécurité de l'empereur à partir de l'empereur Domitien et jusqu'au règne de Dioclétien. Ce dernier supprima ce corps à la suite des nombreux abus dont se rendirent coupables les frumentarii et les remplaça par les Agentes in rebus.

## Origine du corps
On considère traditionnellement que les frumentarii étaient à l'origine des soldats chargés du ravitaillement en blé de leur unité, cette hypothèse a cependant été récemment contestée par N.B. Rankov, qui voit en eux des soldats récompensés et touchant à ce titre une double ration de blé (frumentum). En dehors d'une inscription à l'authenticité discutée, la première attestation certaine du grade de frumentarius remonte au règne de Trajan. La formation de ce corps particulier dans l'armée romaine peut être imaginée en plusieurs étapes : présence à Rome de soldats des légions chargés des liaisons avec leur garnison en province, désignation de ces soldats par le terme de frumentarii, création d'un numerus frumentariorum et installation de ce dernier dans leur caserne propre sur le mont Caelius.

## Fonctions

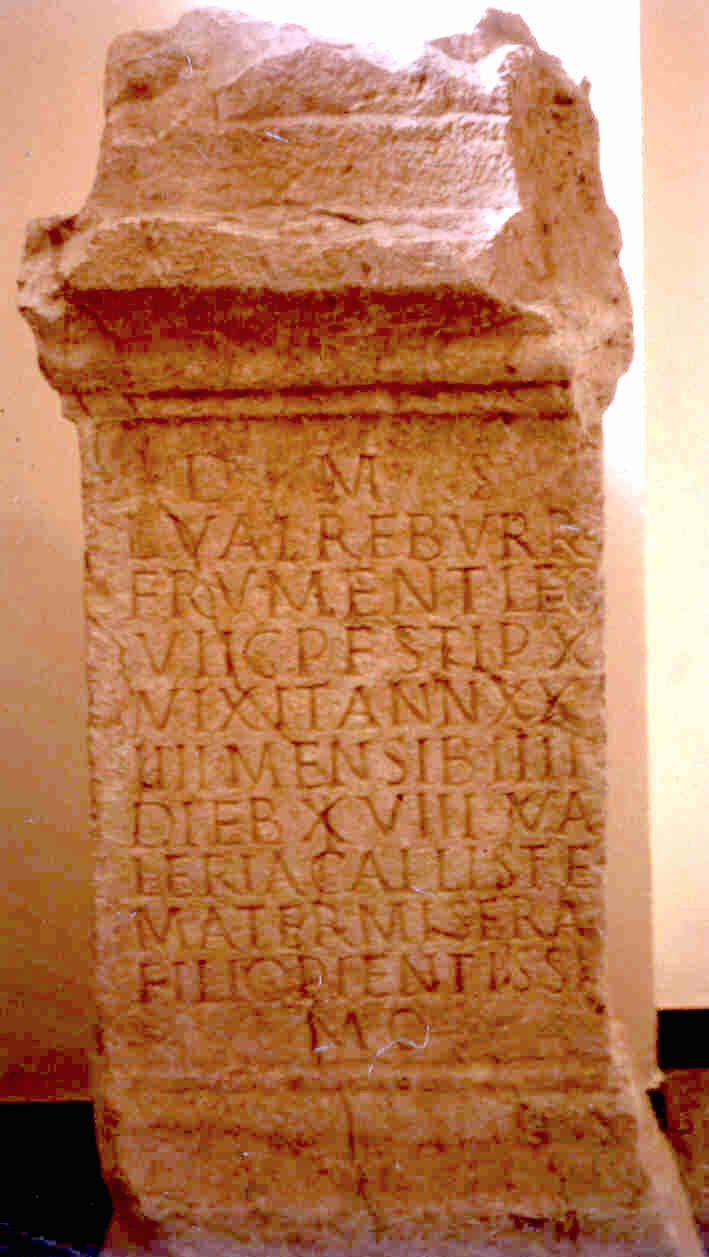
Épitaphe d'un frumentaire de la légion VII Gemina retrouvée à Tarragone dans la capitale provinciale.

Chargés des relations entre la capitale et les garnisons provinciales, les frumentarii ne dépendaient pas que de l'empereur selon Boris Rankov, mais faisaient partie de l’officium de la province lorsqu'il s'y trouvait, et des Castra Peregrina quand ils étaient à Rome, constituant le principal moyen de communication entre le gouverneur et l'empereur. Le rôle des frumentarii dans les officia reste cependant mal connu et leur relation avec les frumentarii de Rome a été débattu. L'empereur emploie les frumentarii dans des missions spéciales de communication, de police et d'espionnage. Selon Jocelyne Nélis-Clément, « L'organisation particulière des frumentarii explique qu'on ait pu les considérer comme des taupes chargées par l'empereur de lui rapporter des informations concernant les gouverneurs de province, même si une telle hypothèse demeure invérifiable ».

## Dans la fiction
Les Frumentarii sont rarement représentés dans la fiction, toutefois sans doute par volonté artistique leur rôle est régulièrement mêlé à celui des speculatores sans doute pour rapprocher le concept de ce qui peut exister au cours des temps modernes. C'est d'ailleurs le cas dans les œuvres de différents écrivains tels : Juan Manuel Sánchez Valderrama, de G. K. Grasse ou bien encore d'Alex Speri.
En effet, le rôle du frumentarius et du speculator se rejoignent en de nombreux points, si bien que, faire le parallèle semble évident.